# Диксон, Даррен
Даррен Диксон (англ. Darren Dixon; род. 9 августа 1960, Суиндон, Великобритания) — английский мотогонщик, 2-кратный чемпион мира по шоссейно-кольцевым гонкам в классе мотоциклов с колясками, чемпион Европы 1990 года.

## Спортивная карьера
Даррен Диксон начал выступать в клубных британских гонках на мотоциклах с коляской в начале 1980-х. На протяжении 1981-1982 годов он был очень успешен, одержав более 30 побед в локальных соревнованиях, но не выходя даже на уровень Чемпионата Великобритании. После этого Диксон переключился на выступления в сольных гонках и в 1988 году стал Чемпионом Великобритании по Супербайку в классе F1 на Suzuki RG500. В том же году он пробовал стартовать в высшем классе Чемпионата мира по шоссейно-кольцевым мотогонкам, но неудачно — единственная попытка старта в Гран-При Великобритании привела к сходу. Также Диксон провёл несколько гонок в Чемпионате мира по супербайку.
В 1991 году Диксон возвращается к коляскам. Вместе с братом Шоном Диксоном в качестве пассажира он дебютирует в Чемпионате мира, в первой же гонке финиширует третьим и занимает по итогам сезона 11-ю позицию. Карьера Диксона в ЧМ по мотогонкам с колясками стремительна: подиумы в 1992 и 1993 годах, первая победа с пассажиром Энди Хэзерингтоном в 1994 году и два подряд чемпионских титула в 1995 и 1996 году.
В 1997 году чемпионат выходит из состава Чемпионата мира по шоссейно-кольцевым мотогонкам FIM и выделяется в отдельную серию — Кубок мира. В связи с этим завершает карьеру в мотогонках с колясками и Диксон.
После этого Диксон возвращается в британский чемпионат по Супербайку, где выступает ещё несколько лет и уже после этого окончательно завершает карьеру.
Сын Даррен, Джейк Диксон, пошёл по стопам отца, стартовал в британском и мировом чемпионатах по Супербайку, а в настоящее время выступает в классе Moto2 Чемпионата мира по шоссейно-кольцевым мотогонкам.

## Результаты выступлений в Чемпионате мира по шоссейно-кольцевым гонкам на мотоциклах с колясками
| Легенда к таблице |                                                 |
| --- | ----------------------------------------------- |
| В таблице перечислены результаты всех этапов чемпионата мира, в которых принимал участие гонщик либо пассажир. Строками таблицы являются сезоны, столбцами все гонки этапов чемпионата мира, напарник и мотоцикл. В клетках указаны сокращённое название этапа и результат, клетка дополнительно обозначена цветом. Расшифровка обозначений и цветов представлена в нижеследующей таблице. |                                                 |
| \| Пример \| Описание \| \| ------------ \| ----------------------------------------------- \| \| 1 \| Победитель \| \| 2 \| Второе место \| \| 3 \| Третье место \| \| \| Финишировал в очковой зоне \| \| \| Финишировал вне очковой зоны \| \| НКЛ \| Не классифицирован \| \| Сход \| Не финишировал \| \| НКВ \| Не прошёл квалификацию \| \| НПКВ \| Не прошёл предварительную квалификацию \| \| ДСК \| Дисквалифицирован \| \| ИСК \| Исключён из протокола соревнований \| \| НС \| Не стартовал в гонке \| \| Т \| Травмирован или болен \| \| ОТК \| Отказ от участия \| \| НТР \| Прибыл на соревнования, но на трассу не выезжал \| \| НПР \| Не прибыл к началу соревнований \| \| НД \| Недопущен до старта \| \| О \| Гонка отменена \| \| \| Не участвовал \| \| Поул-позиция \| \| \| Быстрый круг \| \| |                                                 |
| Пример | Описание                                        |
| 1 | Победитель                                      |
| 2 | Второе место                                    |
| 3 | Третье место                                    |
| | Финишировал в очковой зоне                      |
| | Финишировал вне очковой зоны                    |
| НКЛ | Не классифицирован                              |
| Сход | Не финишировал                                  |
| НКВ | Не прошёл квалификацию                          |
| НПКВ | Не прошёл предварительную квалификацию          |
| ДСК | Дисквалифицирован                               |
| ИСК | Исключён из протокола соревнований              |
| НС | Не стартовал в гонке                            |
| Т | Травмирован или болен                           |
| ОТК | Отказ от участия                                |
| НТР | Прибыл на соревнования, но на трассу не выезжал |
| НПР | Не прибыл к началу соревнований                 |
| НД | Недопущен до старта                             |
| О | Гонка отменена                                  |
| | Не участвовал                                   |
| Поул-позиция |                                                 |
| Быстрый круг |                                                 |

| Год  | Пассажир         | Мотоцикл    | 1        | 2        | 3        | 4        | 5        | 6        | 7     | 8      | 9        | 10     | 11     | 12       | Место | Очки |
| ---- | ---------------- | ----------- | -------- | -------- | -------- | -------- | -------- | -------- | ----- | ------ | -------- | ------ | ------ | -------- | ----- | ---- |
| 1991 | Шон Диксон       | LCR-Krauser | USA 3    | ESP Сход | ITA 4    | GER 8    | AUT 15   | EUR Сход | NED 7 | FRA 10 | GBR Сход | SMA 10 | CZE 10 | LMN Сход | 11    | 64   |
| 1992 | Шон Диксон       | LCR-Krauser | ESP Сход |          |          |          |          |          |       |        |          |        |        |          | 5     | 42   |
| 1992 | Энди Хэзерингтон | LCR-Krauser |          | GER 3    | NED Сход | HUN 8    | FRA Сход | GBR 2    | ASS 3 |        |          |        |        |          | 5     | 42   |
| 1993 | Энди Хэзерингтон | LCR-Krauser | HOC 8    | GER 6    | NED 3    | BRN Сход | GBR Сход | SWE      | CZE   | EUR 7  |          |        |        |          | 10    | 43   |
| 1994 | Энди Хэзерингтон | LCR-Yamaha  | DON 8    | GER Сход | NED Сход |          |          |          |       |        |          |        |        |          | 7     | 78   |
| 1994 | Энди Хэзерингтон | LCR-ADM     |          |          |          | AUT 1    | GBR Сход | CZE Сход | ASS 2 | EUR 1  |          |        |        |          | 7     | 78   |
| 1995 | Энди Хэзерингтон | Windle-ADM  | GER 1    | ITA 2    | NED 1    | FRA 2    | GBR 6    | CZE 5    | EUR 2 |        |          |        |        |          | 1     | 131  |
| 1996 | Энди Хэзерингтон | Windle-ADM  | ITA 2    | NED 1    | GER 1    | GBR 1    | AUT 2    | CZE 4    | CAT 4 |        |          |        |        |          | 1     | 141  |

## Результаты выступлений в Чемпионате мира по шоссейно-кольцевым гонкам (класс 500 см³)
| Легенда к таблице |                                                 |
| --- | ----------------------------------------------- |
| В таблице перечислены результаты всех Гран-при чемпионата мира, во всех классах, в которых принимал участие гонщик. Строками таблицы являются сезоны, столбцами все гонки Гран-при чемпионата мира, производитель мотоциклов и команда. В клетках указаны сокращённое название Гран-при и результат, клетка дополнительно обозначена цветом. Расшифровка обозначений и цветов представлена в нижеследующей таблице. |                                                 |
| \| Пример \| Описание \| \| ------------ \| ----------------------------------------------- \| \| 1 \| Победитель \| \| 2 \| Второе место \| \| 3 \| Третье место \| \| \| Финишировал в очковой зоне \| \| \| Финишировал вне очковой зоны \| \| НКЛ \| Не классифицирован \| \| Сход \| Не финишировал \| \| НКВ \| Не прошёл квалификацию \| \| НПКВ \| Не прошёл предварительную квалификацию \| \| ДСК \| Дисквалифицирован \| \| ИСК \| Исключён из протокола соревнований \| \| НС \| Не стартовал в гонке \| \| Т \| Травмирован или болен \| \| ОТК \| Отказ от участия \| \| НТР \| Прибыл на соревнования, но на трассу не выезжал \| \| НПР \| Не прибыл к началу соревнований \| \| НД \| Недопущен до старта \| \| О \| Гонка отменена \| \| \| Не участвовал \| \| Поул-позиция \| \| \| Быстрый круг \| \| |                                                 |
| Пример | Описание                                        |
| 1 | Победитель                                      |
| 2 | Второе место                                    |
| 3 | Третье место                                    |
| | Финишировал в очковой зоне                      |
| | Финишировал вне очковой зоны                    |
| НКЛ | Не классифицирован                              |
| Сход | Не финишировал                                  |
| НКВ | Не прошёл квалификацию                          |
| НПКВ | Не прошёл предварительную квалификацию          |
| ДСК | Дисквалифицирован                               |
| ИСК | Исключён из протокола соревнований              |
| НС | Не стартовал в гонке                            |
| Т | Травмирован или болен                           |
| ОТК | Отказ от участия                                |
| НТР | Прибыл на соревнования, но на трассу не выезжал |
| НПР | Не прибыл к началу соревнований                 |
| НД | Недопущен до старта                             |
| О | Гонка отменена                                  |
| | Не участвовал                                   |
| Поул-позиция |                                                 |
| Быстрый круг |                                                 |

| Год  | Мотоцикл      | 1   | 2   | 3   | 4   | 5   | 6        | 7   | 8   | 9   | 10  | 11  | 12       | 13  | 14  | 15  | Место | Очки |
| ---- | ------------- | --- | --- | --- | --- | --- | -------- | --- | --- | --- | --- | --- | -------- | --- | --- | --- | ----- | ---- |
| 1988 | Suzuki        | JAP | USA | ESP | EUR | ITA | GER      | AUT | NED | BEL | JUG | FRA | GBR Сход | SWE | CZE | BRA | -     | 0    |
| 1993 | Harris Yamaha | AUS | MAL | JPN | ESP | AUT | GER Сход | NED | EUR | SMA | GBR | CZE | ITA      | ISA | FIM |     | -     | 0    |

## Результаты выступлений в Чемпионате мира по Супербайку
| Легенда к таблице |                                                 |
| --- | ----------------------------------------------- |
| В таблице перечислены результаты всех этапов чемпионата мира, в которых принимал участие гонщик. Строками таблицы являются сезоны, столбцами все гонки этапов чемпионата мира и производитель мотоциклов. В клетках указаны сокращённое название этапа и результат, клетка дополнительно обозначена цветом. Расшифровка обозначений и цветов представлена в нижеследующей таблице. |                                                 |
| \| Пример \| Описание \| \| ------------ \| ----------------------------------------------- \| \| 1 \| Победитель \| \| 2 \| Второе место \| \| 3 \| Третье место \| \| \| Финишировал в очковой зоне \| \| \| Финишировал вне очковой зоны \| \| НКЛ \| Не классифицирован \| \| Сход \| Не финишировал \| \| НКВ \| Не прошёл квалификацию \| \| НПКВ \| Не прошёл предварительную квалификацию \| \| ДСК \| Дисквалифицирован \| \| ИСК \| Исключён из протокола соревнований \| \| НС \| Не стартовал в гонке \| \| Т \| Травмирован или болен \| \| ОТК \| Отказ от участия \| \| НТР \| Прибыл на соревнования, но на трассу не выезжал \| \| НПР \| Не прибыл к началу соревнований \| \| НД \| Недопущен до старта \| \| О \| Гонка отменена \| \| \| Не участвовал \| \| Поул-позиция \| \| \| Быстрый круг \| \| |                                                 |
| Пример | Описание                                        |
| 1 | Победитель                                      |
| 2 | Второе место                                    |
| 3 | Третье место                                    |
| | Финишировал в очковой зоне                      |
| | Финишировал вне очковой зоны                    |
| НКЛ | Не классифицирован                              |
| Сход | Не финишировал                                  |
| НКВ | Не прошёл квалификацию                          |
| НПКВ | Не прошёл предварительную квалификацию          |
| ДСК | Дисквалифицирован                               |
| ИСК | Исключён из протокола соревнований              |
| НС | Не стартовал в гонке                            |
| Т | Травмирован или болен                           |
| ОТК | Отказ от участия                                |
| НТР | Прибыл на соревнования, но на трассу не выезжал |
| НПР | Не прибыл к началу соревнований                 |
| НД | Недопущен до старта                             |
| О | Гонка отменена                                  |
| | Не участвовал                                   |
| Поул-позиция |                                                 |
| Быстрый круг |                                                 |

| Год  | Мотоцикл | 1        | 2    | 3       | 4       | 5       | 6    | 7    | 8    | 9    | 10   | 11   | 12   | 13   | 14   | 15   | 16   | 17   | 18   | 19   | 20   | 21   | 22   | Место | Очки |
| ---- | -------- | -------- | ---- | ------- | ------- | ------- | ---- | ---- | ---- | ---- | ---- | ---- | ---- | ---- | ---- | ---- | ---- | ---- | ---- | ---- | ---- | ---- | ---- | ----- | ---- |
| 1988 | Suzuki   | GBR1 НПК | GBR2 | HUN1    | HUN2    | GER НПК | GER2 | AUT1 | AUT2 | JPN1 | JPN2 | FRA1 | FRA2 | POR1 | POR2 | ORA1 | ORA2 | MNF1 | MNF2 |      |      |      |      | -     | 0    |
| 1989 | Honda    | GBR1     | GBR2 | HUN1 17 | HUN2 18 | CAN2    | CAN2 | USA1 | USA2 | AUT1 | AUT2 | FRA1 | FRA2 | JPN1 | JPN2 | GER1 | GER2 | ITA1 | ITA2 | ORA1 | ORA2 | MNF1 | MNF2 | -     | 0    |